# Gert Mader
Gert Thomas Mader (* 1939 in Bearn bei Brünn) ist ein deutscher Bauforscher und Denkmalpfleger. Er war Abteilungsleiter im Bayerischen Landesamt für Denkmalpflege.

## Leben
Mader besuchte Schulen in Miltenberg und Kulmbach. Danach studierte er an der TU München von 1959 bis 1967 in Architektur. Von 1966 bis 1970 arbeitete er im Rahmen eines DFG-Forschungsprojektes u. a. an Grabungen in Italien, danach übernahm er für vier Jahre die Grabungsleitung in Limyra für das Deutsche Archäologische Institut und zugleich eine Assistentenstelle am Institut für Baugeschichte an der TU München.
1976 begann er am Bayerischen Landesamt für Denkmalpflege, wo er schnell Abteilungsleiter für Praktische Denkmalpflege und dann für Bauforschung wurde. Er hatte Lehraufträge an der Universität München und der TU München, an letzterer wurde er 2000 Honorarprofessor. Er promovierte 1992 über Bauforschung als Voraussetzung für Planung und Praxis in der Denkmalpflege bei Gottfried Gruben. Dies war die Grundlage für das gemeinsam mit Michael Petzet verfasste Standardwerk Praktische Denkmalpflege. 2004 ging er in den Ruhestand.

## Publikationen (Auswahl)
- mit Michael Petzet: Praktische Denkmalpflege. Stuttgart, Berlin und Köln 1993
- Angewandte Bauforschung (Materialien aus dem Institut für Baugeschichte, Kunstgeschichte), Restaurierung mit Architekturmuseum / Technische Universität München, Fakultät für Architektur. Darmstadt 2005. ISBN 3-935243-51-0.